# Dom Pedro (Maranhão)
Dom Pedro is een gemeente in de Braziliaanse deelstaat Maranhão. De gemeente telt 22.086 inwoners (schatting 2009).
De gemeente grenst aan Santo Antônio dos Lopes, Codó, Governador Archer, Presidente Dutra, Graça Aranha, Governador Eugênio Barros, Gonçalves Dias en Santo Antônio dos Lopes.